# Egregyborzova
Egregyborzova település Romániában, Szilágy megyében.

## Fekvése
Szilágy megyében, Zsibótól délre, az Egregy patak mellett, Szamosőrmező és Farkasmező közt fekvő település.

## Története

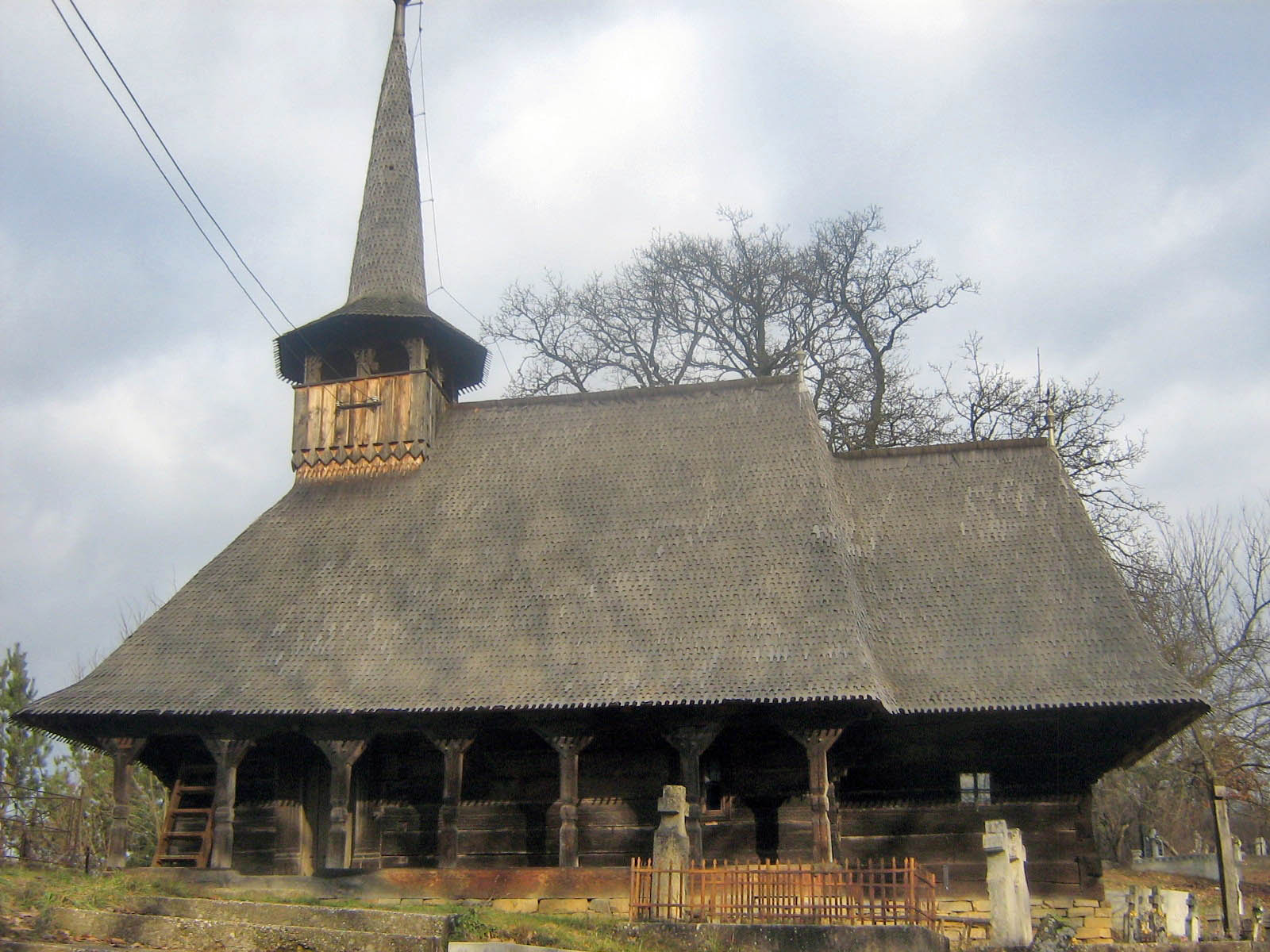
A templom tornáca

Egregyborzova nevét  1322-ben említették először az oklevelekben, 1469-ben Berzowa, 1722-ben Borsva néven írták.
Neve szláv eredetű és Sebes folyót jelent.
1322-ben az Aba nemzetségből származó Czente János János nevű fia volt birtokosa, aki azt Hosszúmezővel együtt Elefánti Dezső sebesvári várnagynak adta cserébe 1330-ban Dellő-Apáthiért, később azonban ismét visszakerült hozzá, ekkor ugyancsak Hosszúmezővel együtt sógorának Vas Miklósnak és fiainak adta abból a célból, hogy amíg él gondozzák
1469 előtt Zombori Péteré volt.

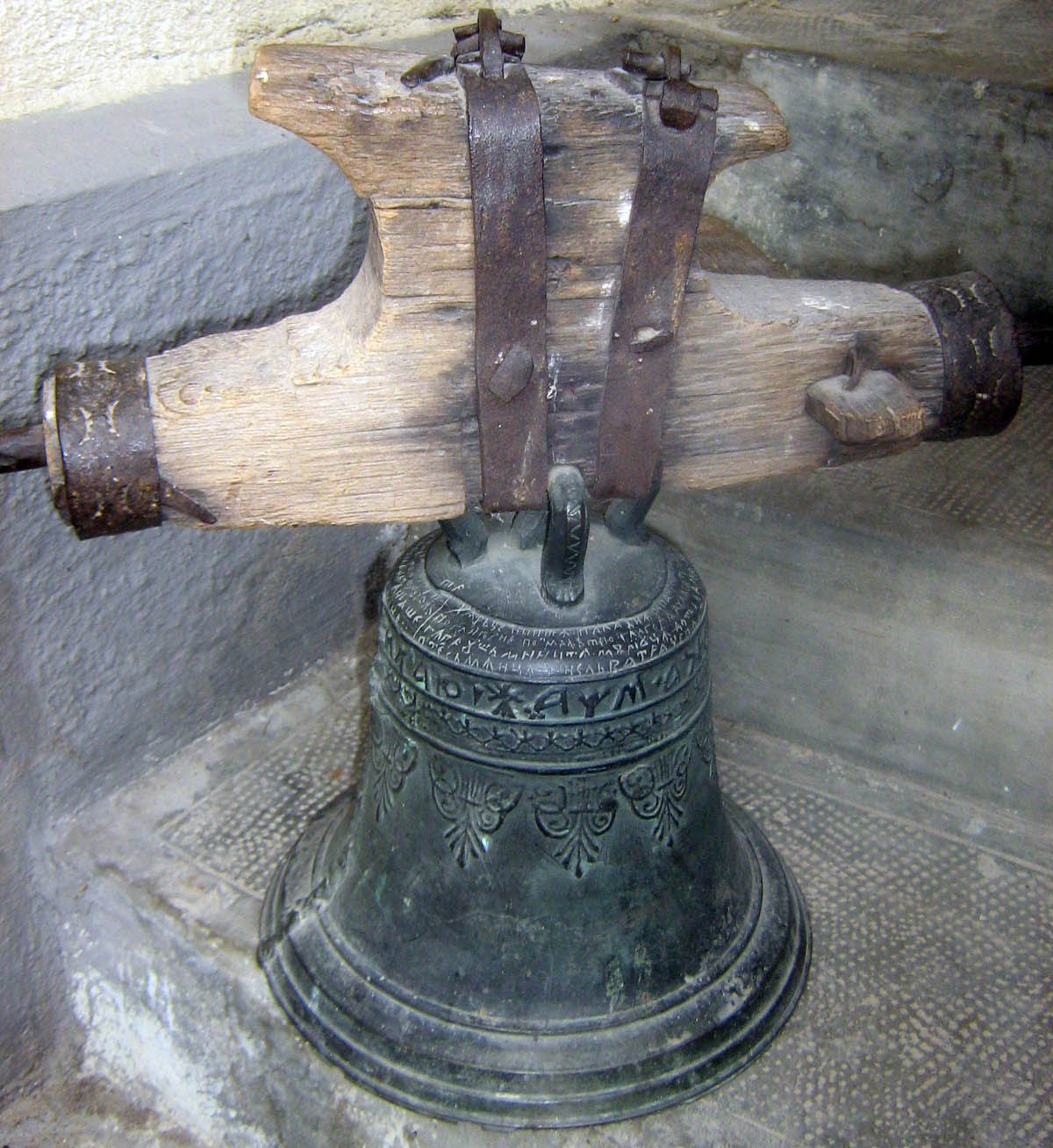
Csendélet, haranggal

1602 előtt Zombori Farkas birtoka volt, majd 1602-ben Básta György generális és Kövendi Székely Mihály tiszántúli kapitány Trogeri Lodi Simonnak adták érdemei elismeréséül.
1837-ben birtokosai voltak: Kabós, Peley, Zsombori, Hatfaludi, Cserei nemesek. Lakói ekkor jómódú görögkatolikus oláhok voltak. Az összeírások szerint ekkor 52 házban 284 lakosa volt.
1890-ben 332 lakosa volt, melyből 11 magyar, 319 oláh, 2 egyéb nyelvű volt. Ebből 1 római katolikus, 315 görögkatolikus, 1 görögkeleti, 1 református, 14 izraelita volt, a házak száma ekkor 77 volt.
Egregyborzova a trianoni békeszerződés előtt Szilágy vármegye Zsibói járásához tartozott.

## Nevezetességek

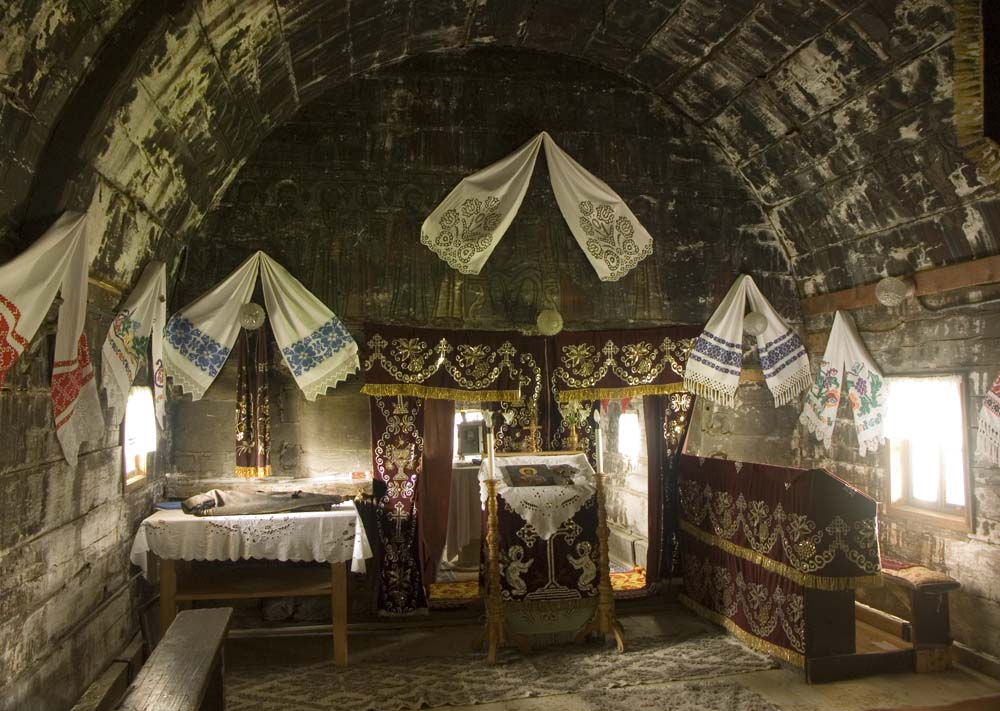
Templombelső

- Görögkatolikus fatemploma - Szent arkangyalok tiszteletére épült.